# 高级会计职称
高级会计职称是中华人民共和国的一种会计专业技术资格。通过高级会计资格考试并通过高级会计专业技术资格评审者，可被聘任为高级会计师。高级会计资格考试全国统一组织，一年一次。截至2015年底，累计有11.9万人取得高级会计资格。

## 考试
- 考试科目：高级会计实务
- 题型：案例分析题
- 方式：开卷

## 对比注册会计师
- 高级会计师是一种高级专业技术职称，注册会计师是一种执业资格。

## 管理法规
- 《中华人民共和国会计法》
- 《会计专业职务试行条例》